# Floriano Faissal
Floriano Faissal (São Paulo, 22 de febrer de 1907 - Rio de Janeiro en 1986) va ser un autor, radioactor i compositor brasiler.

## Biografia
Floriano Faissal va començar la seva carrera com a figurant de teatre i escrivint comèdies i revistes musicals, però va ser a la ràdio a partir de 1938 quan va entra a Rádio Nacional per a escriure enquestes per al programa de Luis Vassalo quan va despuntar la seva carrera.
Va ser un dels dos més famosos locutors i actors de ràdio en les dècades de 1940 i 1950 a Rádio Nacional i arribaria a ser director del Departament de Radioteatre de l'emissora. En la dècada de 1960 es va convertir en compositor de cançons i temes per a programes de TV Rio. Va acabar la seva carrera professional produint i dirigint programes per al Projeto Minerva i al Movimento Brasileiro de Alfabetização a Funtevê i després a Rádio MEC.
Al cinema va fer algunes pel·lícules, d'elles la més coneguda fou Inconfidência Mineira, en la dècada del 1940. També va obtenir un dels Premis Ondas 1961.